# Arthur Jonsson
Gustaf Arthur Jonsson, född 11 april 1878 i Göteborg, död 19 april 1959 i Stockholm, var en svensk präst.
Arthur Jonsson var son till byggmästaren Gustaf Albin Jonsson. Efter mogenhetsexamen i Göteborg 1897 blev han 1902 filosofie kandidat vid Göteborgs högskola och 1904 teologie kandidat vid Lunds universitet. Jonsson prästvigdes för Skara stift 1904 och blev 1907 komminister i Sandhem. Från 1917 var han anställd vid Jakobs församling, från 1925 som kyrkoadjunkt, från 1931 som komminister och från 1940 som kyrkoherde. Jonsson var sekreterare i Sällskapet för kyrklig själavård 1917–1923, vice ordförande i Stockholms prästsällskap 1938–1941 och var ordförande i Stiftelsen Unga kvinnors värn och i Sankt Jacobs ungdomshem från 1939 och sekreterare i styrelsen för Prinsessan Eugenias Blindhem från 1940. Jonsson var 1945 förordnad som vice preses vid Stockholms stifts första prästmöte. Han undervisade i kristendom och filosofi bland annat vid Åhlinska skolan 1918–1933, vid Sofi Almquists samskola 1920–1936 och Lyceum för flickor 1928–1940. Jonsson företrädde en humanistiskt inriktad kristen åskådning och en ekumenisk kyrkosyn. Bland hans skrifter märks Protestantismen och världskriget (1916, tillsammans med G. Rudberg) och Vi tro på den helige Ande, ett odogmatiskt utkast. (1925). Jonsson utgav på uppdrag av Sankt Jakobs församlings kyrkoråd jubileumsskriften S:t Jacob 1643–1943 (1943) och var från 1933 anmälare av teologisk litteratur i Stockholms-Tidningen.